# Johannes von Müller
Johannes von Müller (nacido como Johannes Müller en Schaffhausen, el 3 de enero de 1752 - Kassel, el 29 de mayo de 1809), elevado a la nobleza el 6 de febrero de 1791 como Edler von Müller zu Sylvelden por el emperador Leopoldo II, fue un relator, publicista político y hombre de estado suizo.

## Biografía
Johannes von Müller fue el hijo del párroco y profesor Johann Georg Müller (1722–1779) y de Anna María Schoop (1724–1790); hermano mayor del teólogo, pedagogo y hombre de estado Johann Georg Müller (1759–1819).
De 1769 a 1771 estudió Teología en la Universidad de Tubinga  y allí comenzó, animado por August Ludwig von Schlözer, un sonado tratado en latín sobre la guerra cimbria, que fue publicada en 1772. en Zúrich. También comenzó en esos años una amistad con Johann Wilhelm Ludwig Gleim y Johann Georg Jacobi, entre otros, y comenzó una correspondencia con Friedrich Nicolai, además de colaborar con él en la Allgemeiner Deutscher Bibliothek (ADB).
Aprobó en 1772 el examen de Teología en Schaffhausen y consiguió el puesto de catedrático  de griego en el Collegium Humanitatis de la ciudad. En 1773 se hizo miembro de la Helvetische Gesellschaft y comenzó su amistad con Karl Viktor von Bonstetten. Entre 1774 y 1775 fue profesor particular de los hijos del adinerado consejero de estado Jacob Tronchin (1717–1801) en Ginebra. Durante este tiempo entró en contacto con Voltaire. De 1776 a 1880, vivió a orillas del lago de Ginebra como profesor particular, acompañante y consejero privado del estadounidense  Francis Kinloch (1755–1826), el filósofo Charles Bonnet y el antiguo procurador general de Ginebra Jean-Robert Tronchin (1710–1793). Müller tenía una intensa correspondencia con los principales ilustrados y jefes de Estado de la época (en Suiza, por ejemplo, con Gottlieb Emanuel von Haller (1735–1786), Johann Heinrich Füssli (1745–1832), Beat Fidel Zurlauben etc.), que le animaron a terminar su historia de Suiza, para la que hizo extractos de numerosas fuentes. De 1775 a 1780, visitó la mayoría de las tierras suizas, mientras que de 1778 a 1780 dio clases de historia universal.
En 1780 apareció el primer tomo de Die Geschichten der Schweizer («Las historias de los suizos») en Berna (que sin embargo mostraba el falso lugar de impresión "Boston"), siendo una sensación en el área de habla alemana.
Tras su estancia en Berlín en invierno de 1780/81, donde fue recibido por Federico el Grande, pero no se le dio trabajo, trabajó de 1781 a 1782 como catedrático de historia y estadística en el Collegium Carolinum en Kassel, donde se le nombró en 1782 vicebibliotecario. En Kassel fue miembro durante un corto periodo del Orden de los Iluminados, pero por otra parte se encontraba cercano al Orden de los Rosacruces, al igual que sus amigos Georg Forster y Samuel Thomas Sömmerring. En 1782 publicó de forma anónima, con ocasión de la visita a Alemania de Pío VI, su escrito Die Reisen der Päpste («Los viajes de los papas»), dirigido contra el emperador José II.
La amistad de Johann Gottfried Herder, que tuvo una gran influencia sobre el desde un punto de vista histórico filosófico, comenzó en marzo de 1782, durante de la visita de Müller a su hermano Johann Georg en Weimar, que había sido alumno privado de Herder en el invierno de 1781/82 (ambos hermanos fueron coeditores de la primera edición de Herder); en Weimar también conocieron a Johann Wolfgang Goethe.
El príncipe elector de Maguncia, arzobispo y canciller imperial Friedrich Karl Joseph von Erthal convocó a Müller, que había pasado los años 1783 a 1785 como profesor privado en Ginebra, Schaffhausen y Berna, en 1786 como bibliotecario de la corte de Maguncia. Allí terminó los tomos I, II y III.1 de su Schweizer Geschichte («Historia de Suiza») en una nueva edición (los tomos III.2, IV y V.1 se editaron en 1795, 1805 y 1808 respectivamente). En 1787 editó en Leipzig de forma anónima el escrito Darstellung des Fürstenbundes («Representación de la liga de los príncipes»), declarándose en contra de un exceso de poder de los Habsburgo en el Imperio y en Europa, y a favor de un equilibrio entre las grandes potencias. Esos años se crea una amista con Friedrich Heinrich Jacobi. En 1787 viaja como enviado diplomático a Roma (junto con Karl Theodor von Dalberg) y a Suiza. En 1788 se convirtió en consejero secreto del príncipe elector, ganando en influencia sobre el príncipe. Su influencia tuvo mucho que ver con la convocatoria de Georg Forster y Wilhelm Heinse a Maguncia. También colaboró en la revista literaria Jenaischen Allgemeinen Literaturzeitung.
Poco antes del establecimiento de la República de Maguncia, Müller fue convocado a Viena por el emperador Francisco II en 1792, donde, entre otras funciones, fue diplomático de la cancillería secreta y, desde 1800, Kustos de la biblioteca de la corte. Trabó amistad, entre otros, con Joseph von Hammer-Purgstall y el archiduque Johann von Österreich. Müller visitó Suiza por última vez en 1797, en misión diplomática, y en 1804 (visita entre otros, de Anne Louise Germaine de Staël y August Wilhelm Schlegel en Coppet).
En 1802, Friedrich von Hartenberg (1780–1822), un  joven de Schaffhausen, empleó la homosexualidad de Müller para sacarle grandes sumas de dinero, haciéndose pasar por un conde húngaro llamado Louis Batthyány Szent-Iványi. Bajo ese nombre, Müller intercambió cartas con él durante nueve meses, sugiriendo un deseo de tener una relación duradera. Müller transfirió a su supuesto amigo su fortuna completa, además de otro dinero que le había sido confiado. Tras descubrirse la estafa, Müller denunció a Hartenberg, defendiéndose este último afirmando que Müller había abusado sexualmente de él durante años. Mientras que Hartenberg fue condenado a once meses de cárcel, el tribunal se dio por satisfecho con una declaración de Müller en la que aseguraba no haber realizado nunca actos homosexuales.
Tras el escándalo, Müller se trasladó a Berlín, donde trabajó como historiador de la corte de la casa de Hohenzollern, con el cargo de consejero secreto. Allí se le hizo miembro de la Academia Prusiana de las Ciencias. Entre sus amistades se cuentan Alexander von Humboldt, Zacharias Werner y el príncipe  Luis Fernando.
El escandaloso discurso de Berlín en honor de Federico el Grande, De la gloire de Frédéric («Sobre la gloria de Federico»; enero de 1807), que acababa en una loa a Napoleón Bonaparte, fue traducida inmediatamente al alemán por Goethe y publicada.
Por iniciativa personal de Napoleón, Müller fue nombrado ministro de estado en 1807 y en 1808 director de la educación pública del Reino de Westfalia, bajo el rey Jérôme, para lo que se implicó en la defensa de las instituciones educativas, que estaban siendo acosadas por la burocracia de Westfalia (por ejemplo, a favor de la amenazada Universidad de Gotinga, donde apoyó a su antiguo amigo Christian Gottlob Heyne). Se enfrentó inquebrantablemente a los Landsmannschaft de estudiantes y conminó a las universidades a que vigilaran estrechamente los acontecimientos.
Müller mantuvo un intenso intercambio epistolar con intelectuales, hombres de estado y amigos de Europa y América casi toda su vida: como epistológrafo, tuvo una gran influencia en el Prerromanticismo a través de sus Briefe eines jungen Gelehrten («Cartas de un joven erudito», dirigidas a Karl Viktor von Bonstetten), editadas en 1798 de forma anónima. Su ingente legado, que incluye 20 000 cartas, se conserva en la biblioteca municipal de Schaffhausen.
Su estilo literario en alemán, tomado de modelos antiguos (como Tácito, César y Tucídides), fue, por un lado, admirado (por ejemplo, por Friedrich Gundolf y el Círculo de George), pero por otro fuertemente criticado y caricaturizado.

## Influencia

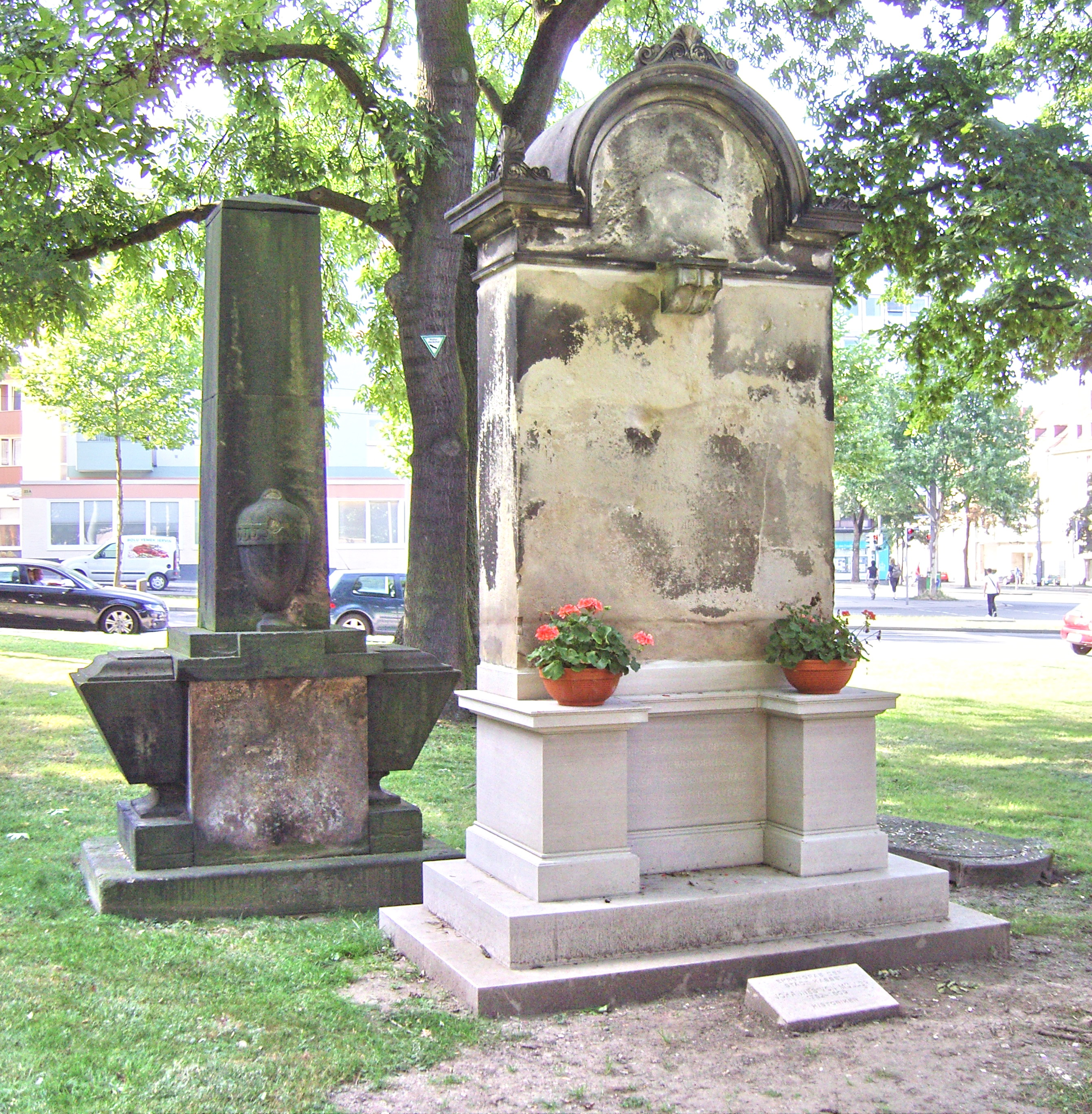
La tumba, donada por el rey bávaro en 1852, se realizó siguiendo un diseño de Friedrich Brugger y Leo von Klenze

Entre otros, Müller fue uno de los instigadores del Walhalla en Ratisbona (Luis I de Baviera era un gran admirador de Müller y financió su tumba en Kassel) así como del Monumenta Germaniae Historica; introdujo el término Bundesrepublik («República Federal»; siguiendo las ideas de Montesquieu) en lengua alemana.
Tanto como escritor de historia nacional patriótico, como escritor de historia universal de tendencia teológica providencialista, tuvo una fuerte influencia en la historiografía suiza y alemana de la primera mitad del siglo XIX (por ejemplo, en Arnold Hermann Ludwig Heeren, Leopold von Ranke, Friedrich von Raumer o Johann Friedrich Böhmer). Su obra es un ejemplo original de prosa histórica narrativo literaria, cargada políticamente, en la transición entre la historiografía ilustrada y el historicismo.
Desde 1950, autores como Edgar Bonjour y sus discípulos Karl Schib (1898–1984), Bárbara Schnetzler (1940–2005), Matthias Pape y los editores de la Bonstettiana, han estudiado la obra de Müller.
Debido a su abrupta toma de partido a favor de Napoleón y su homosexualidad, vivida de forma relativamente abierta, que sorprendentemente además aparece en su obra y que le lastraba debido a su religiosidad, Müller fue fuertemente difamado como persona y como autor durante los siglos XIX y XX. Los ataques provenían sobre todo del Nordsternbund de Berlín, al que pertenecía, entre otros, Adelbert von Chamisso, y del Romanticismo de Heidelberg. También los autores Eduard Fueter (1876–1928), Friedrich Meinecke o Emil Ermatinger (1873–1953) contribuyeron a la pésima imagen de Müller en la historiografía. Su posicionamiento entre la Ilustración y la Contrailustración fue interpretado como debilidad de carácter y el aprecio de sus contemporáneos como deslumbramiento y sobreestimación.
También la apropiación de las ideas de Johannes von Müller por círculos de la derecha conservadora nacionalista (por ejemplo, por Gonzague de Reynold o en el contexto de la Geistige Landesverteidigung, la «defensa intelectual de la patria», en los años 30) y la crítica metódica de los estudiosos liberales y de historia social del siglo XIX y XX a la historia de Suiza de Müller, han producido una rechazo reflejo hacia Müller y su obra en los estudiosos críticos, rechazo que se mantiene hasta hoy.
Las enciclopedias y manuales historiográficos recientes incluyen a Müller entre los epígonos o no lo mencionan en absoluto.